# Alekséi Adáshev
Alekséi Fiódorovich Adáshev (del ruso: Алексе́й Фёдорович Ада́шев) fue un voivoda y okólnichi en la corte de Iván IV el Terrible. Comenzó como ayuda de cámara y en el Prikaz de las Peticiones (Челобитный приказ) y más tarde se encargará de los "asuntos urgentes y secretos".

## Biografía
Nació en 1510. Su padre fue el boyardo okólnichi Fiódor Adáshev. Aparece por primera vez en las fuentes el 3 de febrero de 1547, junto a su hermano Danil en la boda de Iván el Terrible, a cargo de la cama nupcial del soberano y su baño (rindá). Adáshev y el arcipreste Silvestre de Blagovéshchensk comenzaron a ejercer un gran influencia sobre el zar a raíz de los incendios de Moscú de abril y junio de ese mismo año, lo que fue visto con desagrado por el tío del zar, el knyaz Yuri Glinski, hermano de Elena Glínskaya. Los incendios, vistos como un castigo de Dios por los pecados del zar, causaron un gran impacto moral en el monarca, que, atemorizado, empezó a desestimar a los grandes boyardos y a acercar a sí a personajes de menor alcurnia pero con grandes méritos y habilidades, como Silvestre o Adáshev. Iván encontró en ellos, así como en la zarina Anastasia y el metropolitano Macario, el apoyo necesario para sus proyectos y para "el bien de Rusia".
El periodo en el que el aís tuvo la dirección de Adáshev y Silvestre fue un periodo prolongado y beneficioso para la actividad del gobierno: se convocó el I Concilio de Estado para la ratificación del Sudébnik de 1550, la compilación de derecho eclesiástico llamada Stoglav en 1551, la culminación de las guerras ruso-kazanesas con la toma de Kazán en 1552 y la de Astracán en 1556, se redactaron reglamentos que acabaron con los tribunales independientes de las comunidades, se reorganizaron las haciendas y se reafirmaron los servicios de los individuos al Estado (1553). Algunos historiadores han afirmado que Iván tuvo un papel pasivo en estas acciones, sin embargo, se constata que el zar, que gozba de grandes aptitudes como estadista y era consciente de su poder absoluto, actuaba tras someter a consejo con Adáshev y Silvestre sus decisiones. En 1550, el zar nombró a Adáshev okólnichi.

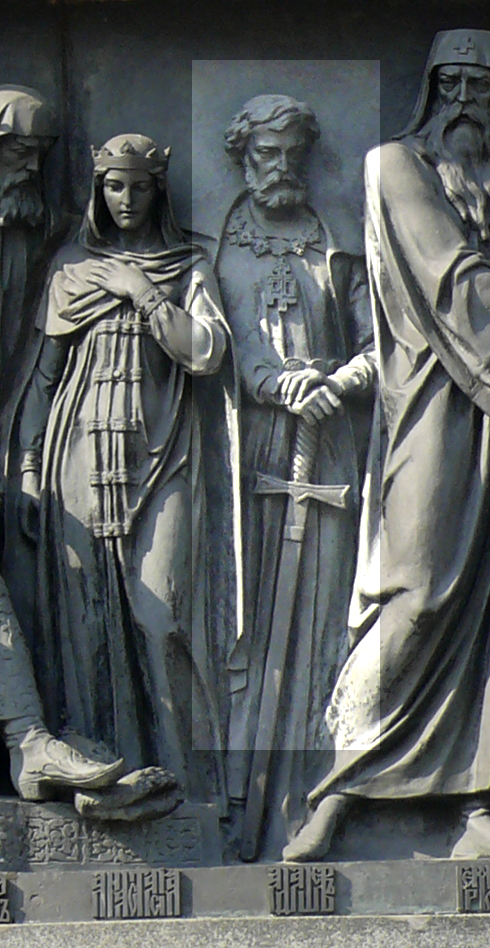
Escultura que representa a Alekséi Adáshev en el Milenario de Rusia.

Adáshev se encargaba de la redacción de los Libros de descarga (Разрядная книга) y del manual genealógico Gosudárev Rodoslovets, así como de los Anales Oficiales (Летописи начала царствования, "Anales del principio del reinado"). A su vez, Adáshev se encargó de multitud de negociaciones con poderes extranjeros: con el kan del Kanato de Kazán Shahghali en 1551 y 1552, con la Horda de Nogái en 1553, los livones (1554, 1557 y 1558), los polacos (1558 y 1560) y los daneses (1559). Toda esta influencia de Adáshev y Silvestre les acarreó la animadversión de los parientes de la zarina, los Zajaryin (de la que pronto surgirá la dinastía Románov), que aprovecharon cada ocasión para minar la confianza del zar en Adáshev, como la enfermedad del zar en 1553, que estuvo a punto de causarle la muerte y durante la cual el zar pidió que los boyardos formaran una alianza jurando fidelidad a su hijo mayor, Dmitri. Silvestre probablemente se posicionó a favor del pretendiente primo del zar, Vladímir de Stáritsa, Alekséi juró fidelidad implícitamente a Dmitri, pero su padre, Fiódor le comunicó al zar enfermo que no iban a apoyar a Dmitri porque el zarévich estaría manipulado por los Románov, la familia de la zarina. 
Al recuperarse, Iván comenzó a mirar con otros ojos a sus súbditos que le habían traicionado. Al principio no se mostró hostil, sea por la alegría de la recuperación o por miedo a enfrentarse a los boyardos. Sin embargo, el viaje del zar al monasterio Kirilo-Belozerski en 1553 con la reina y su hijo Dmitri tuvo consecuencias adversas para Adáshev, pues en el camino el pequeño zarévich se ahogó en el Sheksná, lo que daba la razón al clérigo crítico Máximo el Griego que se lo había desaconsejado. Además, durante el viaje, el zar tuvo la oportunidad de conversar con Vasián Toporkov, antiguo obispo de Kolomna y Kashira y favorito de su padre Basilio III, y la conversación no fue en favor de los miembros del círculo de Silvestre.
Desde entonces, la influencia de Silvestre sobre el zar fue en declive, quejándose cada vez más de sus antiguos consejeros, especialmente por las desavenencias en cuestiones políticas: el zar inició la Guerra Livona en contra del consejo de Silvestre, que aconsejaba la conquista de Crimea, con las expediciones de Danil Adáshev, hermano de Alekséi, por el Dniéper Y Dmitri Vishnevetski en el delta del Don. La tendencia suspicaz de Iván se veía incrementada por los oponentes a la facción de Silvestre, por la hostilidad de Silvestre hacia Anastasia y su familia, y la incapacidad del monje para mantener su influencia durante las tormentas de ira divina de Iván, lo que acabó de distanciarle de sus antiguos consejeros. En 1560, Adáshev fue relegado a la dirección del Archivo Imperial.
Para mayo de 1560, la actitud del zar hacia Adáshev llegaba al límite en que el primero encontraba inconveniente su presencia en la corte y fue enviado a Livonia como tercer voivoda del Gran Regimiento liderado por los príncipes Iván Fiódorovich Mstislavski y Vladímir Mórózov-Poplevin. La muerte de la zarina Anastasia el 7 de agosto de 1560 aumentó el resentimiento del zar, pues lo culpaba por el peregrinaje al monasterio que había aconsejado Adáshev y el haberlo influenciado en contra de su esposa, distanciándolos. El zar ordenó su puesta bajo custodia en Dorpat. Allí Adáshev enfermó de fiebres y murió dos meses después, en 1561. La muerte lo libró del castigo imperial que acabaría en los años siguientes con todos los parientes de Adáshev, acabando con su dinastía.
Adáshev se casó con Anastasia Zajárovna Sátina y tuvo una hija, Anna Alekséievna Adásheva, que fue esposa de Iván Petróvich Golovín.